# تنصيف

إيجاد منصف قطعة مستقيمة المتعامد باستخدام المسطرة والفرجار

في الهندسة الرياضية، يطلق اسم المنصِّف (بالإنجليزية: bisector)‏ على ما يقسم الشيء إلى جزئين متساويين، عادة باستخدام مستقيم. يطلق اسم منصِّف عادة على منصِّف قطعة مستقيمة، ومنصِّف زاوية. يمر منصِّف القطعة المستقيمة من نقطة منتصف هذه القطعة، وإذا كان المنصف متعامداً مع القطعة المستقيمة سمي بمحور القطعة المستقيمة.
منصِّف الزاوية يقسم الزاوية إلى زاويتين متساويتين. لكل زاوية منصف واحد فقط. كل نقطة من منصف زاوية تكون متساوية البعد عن ضلعي الزاوية. المنصِّف الداخلي لزاوية هو المنصف الذي يقسم الزاوية إلى زاويتين متساويتين داخل الزاوية. المنصِّف الخارجي هو المنصِّف الذي يقسم الزاوية إلى زاويتين متساويتين خارج الزاوية.